# 埃伯斯貝格戰役
埃伯斯贝格战役（法语：Bataille d'Ebersberg）发生于1809年5月3日，是拿破仑战争中第五次反法同盟的一部分。此役中，由约翰·冯·希勒指挥的奥地利大军左翼部队在特劳恩河上的埃伯斯贝格占据了一处阵地。安德烈·马塞纳率领的法军穿过一座戒备森严的桥梁，随后征服了当地的城堡，从而迫使希勒撤退。埃伯斯贝格现在是林茨的南郊，位于特劳恩河的南岸。
在阿本斯贝格和兰休特两次战斗中与奥地利主力部队脱离后，冯·希勒在5月2日与奥地利左翼的三个军团一起向东撤退到林茨。奥地利人希望减缓法军向维也纳推进的速度。5月3日上午，马塞纳元帅军团的主要部队在特劳恩河西岸击败了希勒的后卫部队。在随后的溃败中，第一个法军步兵旅冲过桥，进入了埃伯斯贝格的街道。此时，奥地利人才开始进行有效的反击。
为了不被压制在河岸，法国人将整个师都投入到巷战中，其中埃伯斯贝格城堡成为关键据点。在马塞纳投入第二个步兵师之后，法军终于将奥地利人赶出了城堡。在撤离中，希勒命令他的炮兵毁掉这座城市。在随后的大火中，两军有数百名受伤士兵丧生。这场战斗和重大伤亡其实是不必要的，因为第二个法国军已经从侧翼进发足以迫使希勒不战而退，所以法军的进攻变得没有意义。

## 背景
1809年4月10日，卡尔大公的奥地利军队入侵了拿破仑的盟友巴伐利亚王国。在战争的第一周，拿破仑的副手路易·亚历山大·贝尔蒂埃元帅对法德军队的部署不善。然而，由于军队行军速度缓慢，卡尔大公未能抓住这一机会。拿破仑本人很快就到了现场，在4月19日的第一次重大冲突中，路易·达武赢得了艰苦卓绝的托伊根-豪森战役。由于他的胜利，达武当天晚上能够在阿本斯贝格附近与拿破仑军队的主力会合。
在1809年4月20日的阿本斯贝格战役中，希勒的军从南方抵达，除了他自己的第六军之外，他还指挥路德维希大公的第五军和迈克尔·冯·金迈尔的第二预备军团。在战斗之前，希勒的兵力已经由于数次分兵而被削弱。在阿本斯贝格和4月21日的兰休特战役种，拿破仑的军队击垮了希勒的指挥架构，迫使他的部队向东南撤退，远离卡尔大公和奥地利主力。19日至21日期间，希勒的军团损失了12,140名士兵、11门火炮和328辆辎重车。到4月22日晚上，他的联队人数从42,000人减少到大约27,000到28,000人。

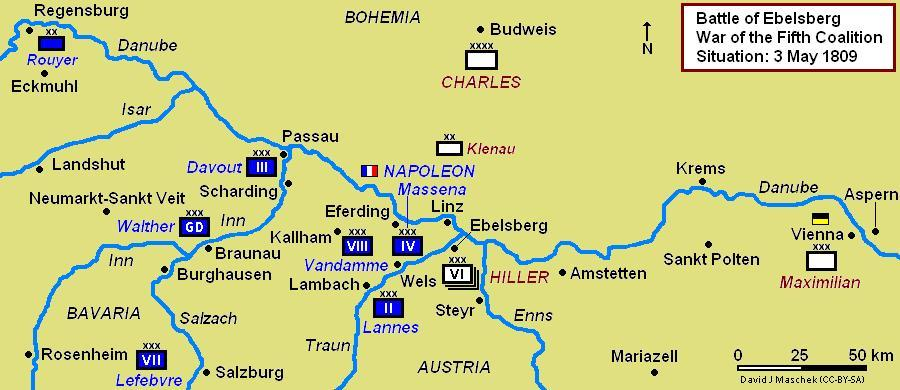
埃伯斯貝格戰役战役地图

22日，拿破仑率领大军向北进军，在埃克米尔战役中击败了卡尔大公。希勒此时不知道主力军已经撤退到多瑙河以北，选择转身与法军的追击部队交战。他在4月24日的诺伊马克特-圣法伊特战役中击败了让-巴蒂斯特·贝西埃尔元帅的追击部队。得知卡尔战败的事实后，希勒迅速撤退到东南方。4月24日，卡尔命令希勒撤退到林茨，渡过多瑙河的北岸，加入奥地利主力军。为了追上并摧毁希勒，拿破仑派了两个纵队追赶他的敌人。皇帝指挥路易·达武元帅的第三军、马塞纳的第四军和多米尼克·范达姆的第八军，沿着北线途经因河的帕绍。让·兰纳元帅和贝西耶尔的部队则在萨尔察赫河上通过布格豪森向南进军。
4月26日，马塞纳第四军中由克劳德·尤斯特·亚历山大·勒格朗将军指挥的一个师在谢尔丁与希勒的后卫部队发生冲突，法军占领了一座重要的桥梁。同一天，马塞纳的另一个师占领了帕绍，俘虏了400名奥地利人。与此同时，希勒正享受着脱离远在波希米亚的卡尔大公指挥不到的自由。此外，他还与奥地利皇帝弗朗茨进行了数次对话。受到鼓舞的希勒在27日想出了一个反击马塞纳的计划，但这个计划不太现实，奥地利人只能继续撤退到林茨。

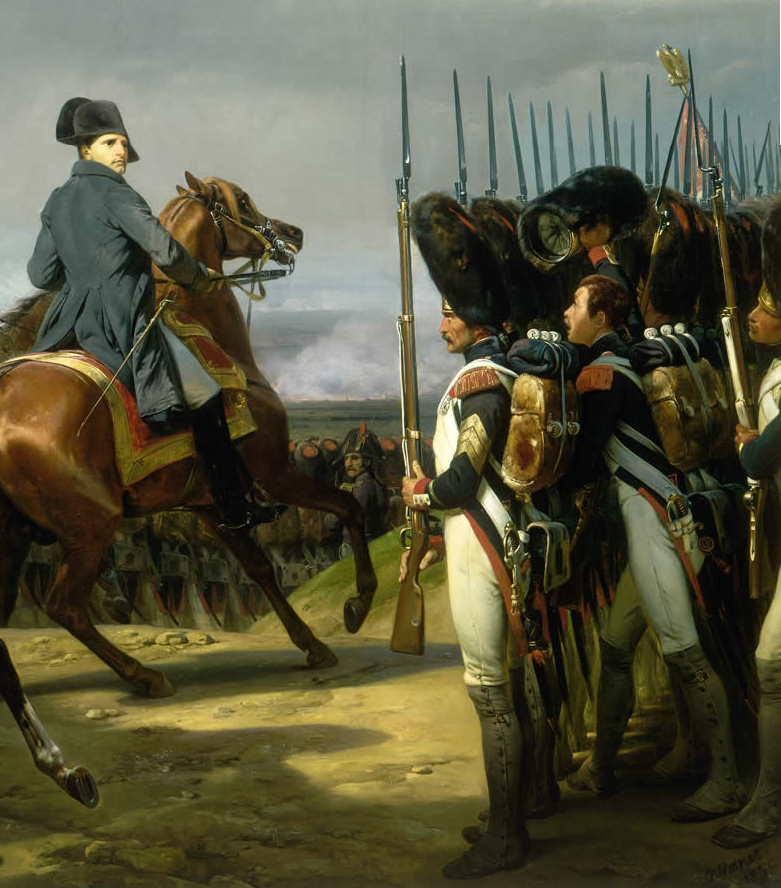
拿破仑希望能够彻底消灭希勒的军队

5月1日，罗格朗和1,400名法军士兵在里道和卡尔哈姆附近追上了奥地利军队850人的后卫部队。巴登大公国的龙骑兵团向编成方阵的奥军步兵发起冲锋。在奥军的指挥官被砍倒后，约有706名官兵放下了武器。巴登的骑兵只有3人阵亡，10人受伤，尽管他们的大量马匹被子弹射死。

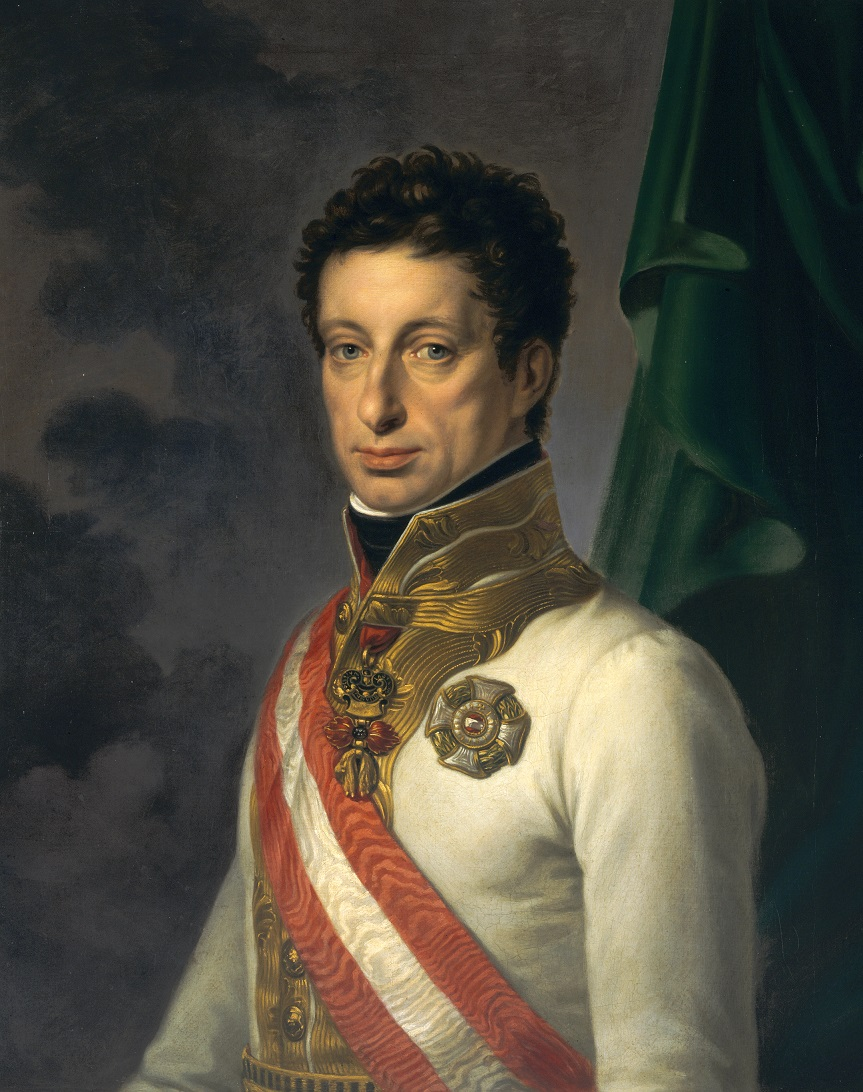
卡尔大公的主力部队远在波希米亚北部

放弃雷根斯堡后，卡尔大公首先撤退到波希米亚边境的卡姆，在那里他重组了他的军队。从那里他向捷克布杰约维采进军。由于担心拿破仑可能会跟随他进入波希米亚，卡尔于5月3日写信给约翰大公，希望他能在百威拖住法军。直到5月6日，奥地利仍留在该城附近。然而，约翰·冯·克勒瑙和卡尔·威廉·冯·斯图特海姆少将领导的分遣队已经开始在多瑙河北侧的林茨附近开展行动。
5月2日晚，奥皇弗朗茨离开林茨，渡过多瑙河，赶忙加入弟弟卡尔的军队。他留下指示，让希勒在埃伯斯贝格和兰巴赫占据特劳恩后面的阵地，以延迟拿破仑的前进。如果这失败了，希勒可以保卫更东边的恩斯河阵地。希勒在兰巴赫附近派驻阿曼德·冯·诺德曼少将的3,000人守卫他的南翼。弗朗茨任命他的姐夫马克西米利安大公指挥维也纳守军，但大部分驻军都没有受过良好的训练。
5月2日，弗朗索瓦·约瑟夫·勒费弗尔元帅的巴伐利亚第七军报告说，他在萨尔茨堡以南的萨尔察赫河畔戈灵与杰拉西奇进行了交战。

## 战斗

### 后卫行动

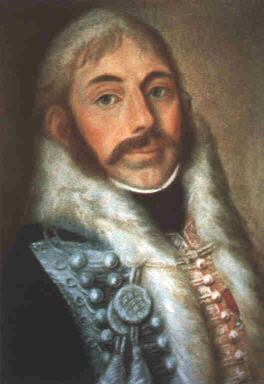
雅各布·马鲁拉兹率领马塞纳的骑兵部队追击奥地利军队

5月3日早些时候，雅各布·马鲁拉兹将军率领马塞纳的第四军骑兵师追击奥地利军队。在骑兵之后，依次是米歇尔·玛丽·克拉帕雷德的步兵师师（从第二军团借来的单位）、克劳德·勒格朗、卡拉·圣西尔和让·布德的步兵师。法国骑兵在威尔赫林遇到了奥地利步兵小队的伏击，威尔赫林位于多瑙河畔，在阿尔科文和林茨的半路上。上午9时，法军进军林茨，沿公路向南前往埃伯斯贝格。
凌晨3时，希勒让他的士兵继续行军。那天早上，他部署了八个旅中的四个作为后卫，由比安奇、舒斯特赫、约瑟夫·拉德茨和卡尔·冯·文森特指挥。当奥地利辎重车队在埃伯斯贝格穿过桥时，希勒的士兵失去了对局势的控制，由于辎重兵的惊慌失措，道路被撤退的车辆和部队堵塞。

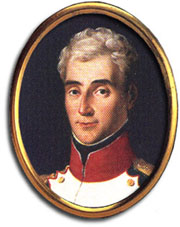
安德烈·马塞纳

由于舒斯特赫此时仍在西南某处，因此文森特和拉德茨基率先在西岸集结部队，等待剩余部队的出现。
在奥军过桥时，守卫的奥地利部队与追击的法军打了一场惨烈的战斗。法军袭击了掩护舒斯特赫撤退的拉德茨基。拉德茨基在战斗中进行了英勇的抵抗，为此他后来获得了玛丽亚·特蕾莎军事勋章的指挥官十字勋章。但奥军的努力是徒劳的。见形势危急，文森特下令撤退，很快奥军惊慌失措地冲过桥。
上午11时左右，法军抵达桥头。奥地利的大炮对这座桥实施了火力覆盖，桥上的法军和奥军都受到了伤亡，但这样的火力还是无法阻止法国人的前进。希勒手下的辛布森上尉已经准备好烧毁这座桥，但该军官并未在现场下令将其点燃。此时一直在埃伯斯贝格城堡露台上无忧无虑地吃午饭的希勒终于意识到了危险并开始下达命令。奥军部队被迅速推进的法军切断，利蒂茨伯爵在混战中被法军俘虏。奥军除了有大量士兵投降外，还有人试图渡河，但很多人都被淹死。

### 埃伯斯贝格

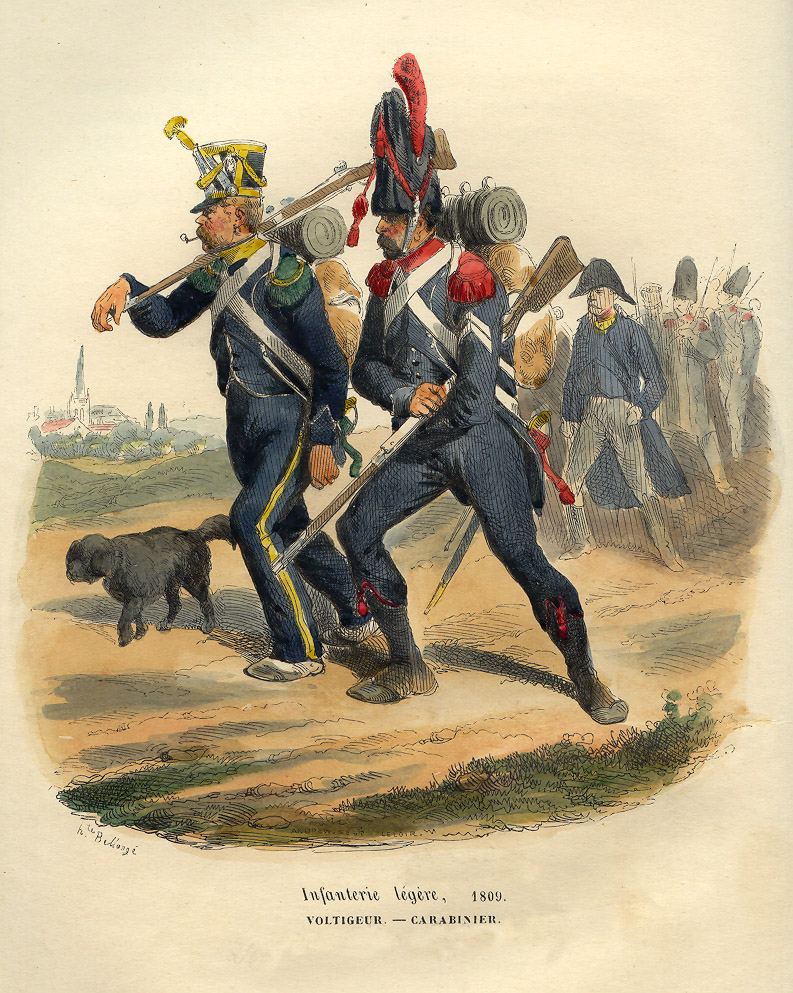
法军第26轻步兵团

当天早上，当金迈尔的奥地利士兵到达埃贝尔斯堡时，希勒派他们前往阿斯滕。在去城堡吃午饭之前，希勒没有下令加固任何阵地。然而，埃伯斯贝格是一个极好的防御阵地，北侧有一座占主导地位的山顶城堡。法军指挥官科埃霍恩带领一支纵队沿着街道向左向城堡进发，但守军的齐射给法军造成了伤亡并打死了科埃霍恩的马。架设在高处的众多奥地利火炮同样给法国人造成了惨重损失。

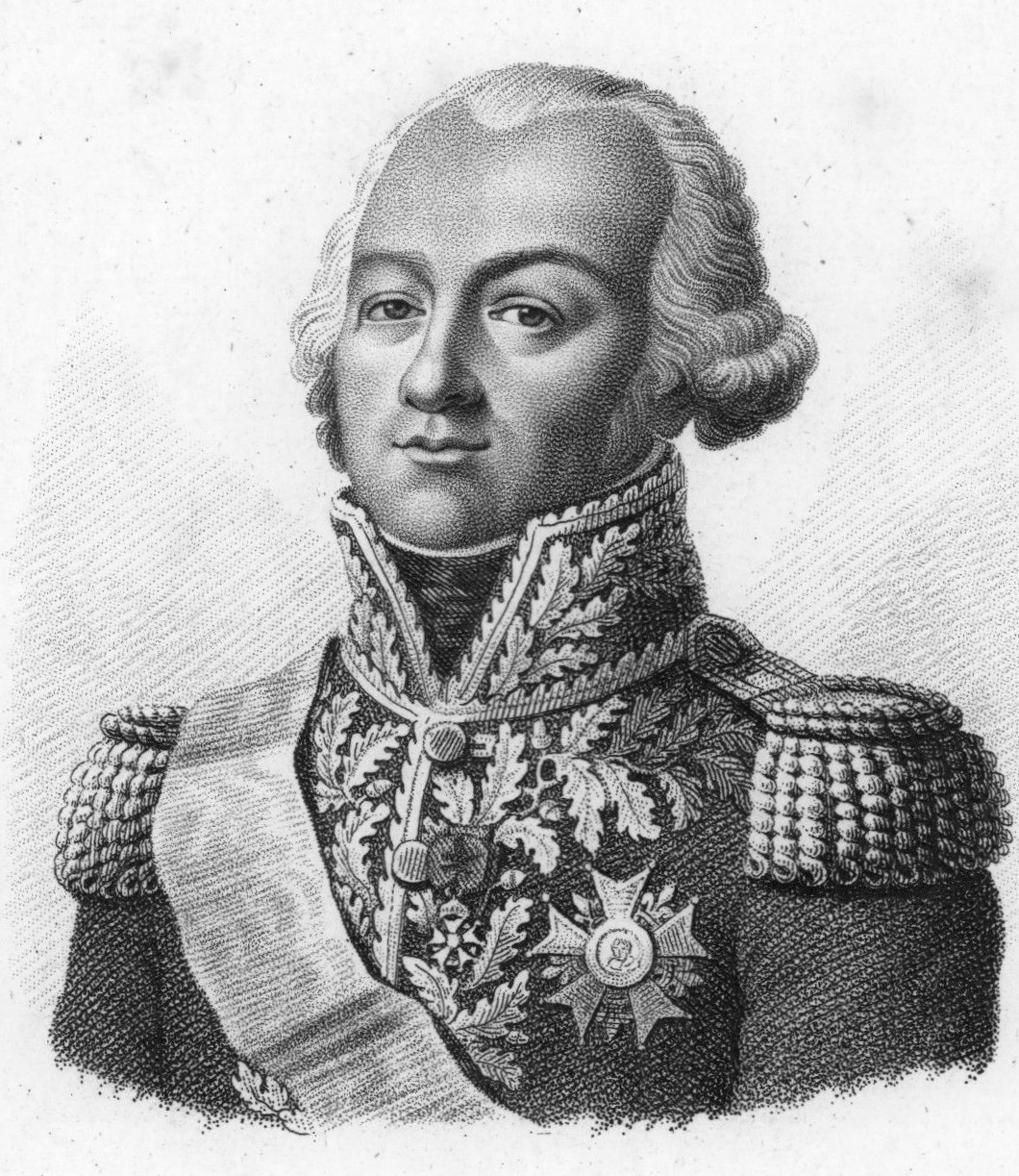
克劳德·罗格朗的部队在危机期间抵达

得知巷战的消息后，马塞纳在西岸组织了一个拥有20门火炮的炮兵连，以对抗奥地利的炮火。此时奥地利人的反击威胁到了镇上的法国人，但到下午1时，法军的一个旅就已经占领了城中心，并试图包抄城堡附近的敌人。法军分三个纵队进攻城堡，但被击退。
保卫墓地的两个维也纳志愿军营用火枪击退了法军，然后发动了刺刀冲锋，将他们的敌人击退。与此同时，另一个志愿兵营从小街的侧翼和后方偷袭法军部队。随着奥军的反击，他们俘虏了许多法国士兵，包括一位军官。在两门火炮的帮助下，法军在挨家挨户的巷战中拼命地守住了镇中心的据点。奥地利人此时用榴弹炮点燃了一些房屋，增加了地狱般的气氛。当马塞纳还在对岸时，一些奥地利人试图点火烧桥，但强风吹灭了火焰。
就在这个关键时刻，让·皮埃尔·普热上校的第26轻步兵团加入了战斗。令人惊讶的是，普热以最小的损失让他的部队过桥。普热带领他的手下出现在城堡下，但城堡内的火炮杀死了许多法国士兵。普热本人没有被击中，但他注意到最致命的火炮来自城堡大门上方的一扇带栅栏和漏洞的窗户内。法军试图用钩子爬上城堡，但奥军接连打死3名军官和53名试图攀爬的法军士兵。随着损失惊人地增加，普热最终派出了一名枪法极好的中尉。这名中尉走到离窗户不到5米的地方，开始以最快的速度朝里面开枪，奥军的反击也随之减弱。法军的工兵随之冲上前，开始在用斧头砸门，而其他人则通过地下室的通风口进入城堡，并杀出了一条路。在工兵砸进城门后不久，奥地利守军很快就被围捕。
第18线列步兵团此时也加入战斗。法军的一个营很快就将奥地利人赶到空旷地带，而另外两个营则将他们的敌人从侧面包围。半小时内，罗格朗的部队就攻下了桥和城门。然而，随着法国人从城镇和城堡的东侧冲出，激烈的战斗仍在继续。奥地利人顽固地坚守在高地上，并用骑兵冲锋将法国人推回了城镇。此时罗格朗的巴登骑兵旅已经抵达。由旅长乔治·基斯特将军和哈兰特少将率领，这支骑兵部队由7个营的5,500人组成。希勒命令他的榴弹炮和士兵放火烧毁城镇中尚未被烧毁的部分。大火摧毁了四分之三的房屋。在埃贝尔斯堡被烧毁时，希勒下令撤退。由于马鲁拉兹的骑兵无法穿过街道，法国人无法进行有效的追击。具有讽刺意味的是，为数不多的幸存结构之一就是那座桥梁。

## 结果

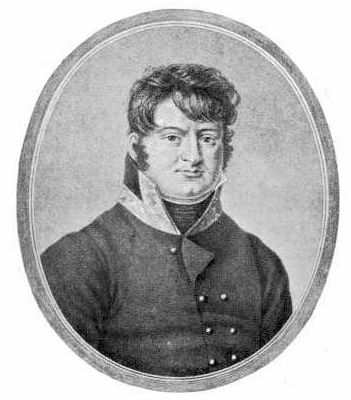
费迪南德·布布纳 (Ferdinand Bubna) 是众多被俘的奥地利人之一

奥地利人承认有566人阵亡，1,713人受伤，2,216人被俘，总共有4,495人伤亡。詹姆斯·阿诺德指出，法国人很少给出准确的伤亡数字，但他们的伤亡人数超过了4000人，其中包括700人被俘。 大卫霍林斯将奥地利的损失计算为8,340人，法国的伤亡人数为12,000名士兵。 

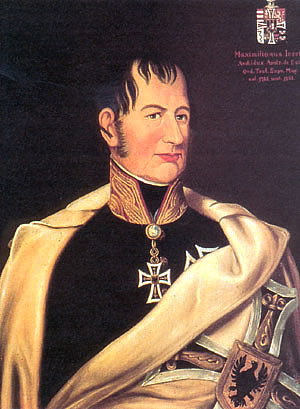
马克西米利安大公放弃了维也纳

拿破仑对埃伯斯贝格发生的事情一无所知，他命令贝西埃尔的骑兵跟随乌迪诺的步兵穿过桥梁，向恩斯的斯泰尔进军。与此同时，莫利托的师正在从兰巴赫到克雷姆斯明斯特的路上，正在斯泰尔附近。当他的部队到达那里时，他们被转移到埃伯斯贝格。由于强风，该地区的其他法国军队没有听到战斗的声音。当拿破仑终于在黄昏时分抵达埃伯斯贝格时，迎接他的是许多被烧死的伤员。虽然他已经习惯了看到死去和垂死的士兵的景象，但皇帝却被密密麻麻的黑色尸体吓坏了。
拿破仑知道屠杀是完全没有必要的，因为拉纳逆流而上穿越特劳恩河本身就会迫使希勒不战而退。皇帝选择不公开批评马塞纳，并故意少报损失。他明白，他的将领和部队所表现出的侵略性和英勇，在以后的行动中是需要的，所以他分发了奖品。由于他的英雄主义，那一位神枪手中尉被任命为帝国男爵，并获得了一笔丰厚的奖金。次日，帝国卫队的指挥官向普热上校分配了一批高质量的补给。
希勒从法国人手中溜走，在撤退期间烧毁了每条主要河流的桥梁。5月7日，奥地利人在多瑙河畔克雷姆斯附近的多瑙河畔毛特恩越过多瑙河北岸。希勒在留下10,000名士兵后撤退到南岸。马克西米利安大公的35,000名士兵占领了维也纳。5月11日晚上，法军炮火对维也纳的轰炸让马克西米利安彻底不安。大公于12日放弃了这座城市，并带着大部分驻军撤退到了多瑙河的北岸，烧毁了所有的桥梁。留守在该城的13名将军、180名军官和2,000名士兵向法军投降。法国人发现了一个军用仓库，里面装有价值450万莱茵盾的大量食物、弹药和100门马克西米利安未能带走或摧毁的大炮。下一个主要战役是5月21日至22日的阿斯珀恩-艾斯林战役。

## 脚注
1. 1 2 3 4 5  Bodart 1908，第401頁.
2. ↑  Epstein 1994，第58頁.
3. ↑  Epstein 1994，第62頁.
4. ↑  Arnold 1990，第112頁.
5. ↑  Petre 1976，第77頁.
6. ↑  Arnold 1990，第117頁.
7. ↑  Petre 1976，第154頁.
8. ↑  Epstein 1994，第68頁.
9. ↑  Petre 1976，第217頁.
10. ↑  Petre 1976，第218-219頁.
11. ↑  Petre 1976，第212頁.
12. 1 2  Epstein 1994，第100頁.
13. ↑  Smith 1998，第294頁.
14. ↑  Petre 1976，第220-221頁.
15. ↑  Petre 1976，第222頁.
16. ↑  Smith 1998，第296頁.
17. ↑  Petre 1976，第212-213頁.
18. 1 2  Petre 1976，第232頁.
19. ↑  Petre 1976，第241頁.
20. 1 2  Epstein 1994，第101頁.
21. ↑  Petre 1976，第226頁.
22. ↑  Petre 1976，第232-233頁.
23. ↑  Bowden & Tarbox 1980，第69頁.
24. 1 2  Petre 1976，第234頁.
25. ↑  Petre 1976，第235-236頁.
26. 1 2 3 4  Hollins 2006，第313頁.
27. 1 2 3  Arnold 1995，第9頁.
28. 1 2  Petre 1976，第236頁.
29. ↑  Rothenberg 1982，第138頁.
30. ↑  Arnold 1995，第12頁.
31. ↑  Arnold 1995，第10頁.
32. ↑  Arnold 1995，第11-12頁.
33. ↑  Arnold 1995，第12-13頁.
34. ↑  Petre 1976，第239頁.
35. 1 2 3 4  Arnold 1995，第14頁.
36. ↑  Bowden & Tarbox 1980，第59頁.
37. ↑  Petre 1976，第240頁.
38. 1 2  Arnold 1995，第15頁.
39. ↑  Petre 1976，第231-232頁.
40. ↑  Petre 1976，第243頁.
41. ↑  Arnold 1995，第16頁.
42. ↑  Petre 1976，第249頁.
43. ↑  Petre 1976，第254頁.
44. ↑  Petre 1976，第256頁.
45. ↑  Smith 1998，第307頁.

## 延伸阅读
- Chandler, David. . New York: Macmillan. 1966.